# إلينا ايسبوسيتو
إلينا ايسبوسيتو (بالإيطالية: Elena Esposito) هي عالمة اجتماع وبروفيسورة إيطالية، ولدت في 21 أكتوبر 1960 في ميلانو في إيطاليا.